# EHF Champions League mannen 1996/97
De EHF Champions League 1996/97 was de zevenendertigste editie van de hoogste handbalcompetitie voor clubs in Europa.

## Deelnemers
| Eerste ronde | Eerste ronde |
| --- | --- |
| - RK Sloboda Tuzla: Kampioen van Bosnië en Herzegovina - HK Shoumen: Kampioen van Bulgarije - Kehra Tallinn: Kampioen van Estland - GTU Tbilisi: Kampioen van Georgië | - Red Star: Kampioen van Joegoslavië - Pelister Bitola: Kampioen van Macedonië - Steaua Boekarest: Kampioen van Roemenië - Agro VTJ Topolcany: Kampioen van Slowakije |
| Tweede ronde | |
| - Initia HC Hasselt: Kampioen van België - GOG Gudme: Kampioen van Denemarken - THW Kiel: Kampioen van Duitsland - BK-46 Karis: Kampioen van Finland - PSG-Asnières: Vice-kampioen van Frankrijk - ESN Vrilissia: Kampioen van Griekenland - SC Pick Szeged: Kampioen van Hongarije - Valur Reykjavík: Kampioen van IJsland - Hapoel Rishon LeZion: Kampioen van Israël - Pallamano Trieste: Kampioen van Italië - Badel 1862 Zagreb: Kampioen van Kroatië - Granitas Kaunas: Kampioen van Litouwen - Fraternelle Esch: Kampioen van Luxemburg - ANOVA E&O: Kampioen van Nederland | - IL Runar: Kampioen van Noorwegen - Schachtjor Donetsk: Kampioen van Oekraïne - HSG Linz: Kampioen van Oostenrijk - Jskra Ceresit Kielce: Kampioen van Polen - ABC Braga: Kampioen van Portugal - Kaustik Volgograd: Kampioen van Rusland - FC Barcelona: Titelhouder 1995/96 - Caja Cantabria Santander: Vice-kampioen van Spanje - Celje: Kampioen van Slovenië - CS Cabot Zubří: Kampioen van Tsjechië - Cankaya Belediye Ankara: Kampioen van Turkije - SKA Minsk: Kampioen van Wit-Rusland - Redbergslids IK: Kampioen van Zweden - Pfadi Winterthur: Kampioen van Zwitserland |

## Kwalificatieronde

### Eerste ronde
| Team 1             | Score   | Team 2           | 1       | 2       |
| ------------------ | ------- | ---------------- | ------- | ------- |
| Agro VTJ Topolcany | 56 - 43 | HK Shoumen       | 31 - 22 | 25 - 21 |
| Red Star           | 71 - 41 | Kehra Tallinn    | 32 - 20 | 39 - 21 |
| Pelister Bitola    | 52 - 41 | GTU Tbilisi      | 28 - 27 | 24 - 14 |
| Steaua Boekarest   | 54 - 49 | RK Sloboda Tuzla | 30 - 24 | 24 - 25 |

### Tweede ronde
| Team 1                  | Score   | Team 2                   | 1       | 2       |
| ----------------------- | ------- | ------------------------ | ------- | ------- |
| FC Barcelona            | 71 - 51 | Kaustik Volgograd        | 37 - 22 | 34 - 29 |
| Fraternelle Esch        | 32 - 59 | THW Kiel                 | 17 - 33 | 15 - 26 |
| Pfadi Winterthur        | 45 - 44 | Redbergslids IK          | 24 - 17 | 21 - 27 |
| Cankaya Belediye Ankara | 44 - 58 | Badel 1862 Zagreb        | 24 - 27 | 20 - 31 |
| HSG Linz                | 37 - 41 | SKA Minsk                | 19 - 18 | 18 - 23 |
| Hapoel Rishon LeZion    | 40 - 41 | ABC Braga                | 19 - 24 | 21 - 17 |
| GOG Gudme               | 40 - 38 | Pelister Bitola          | 21 - 24 | 19 - 14 |
| Jskra Ceresit Kielce    | 38 - 40 | Pallamano Trieste        | 22 - 21 | 16 - 19 |
| Granitas Kaunas         | 55 - 28 | ANOVA E&O                | 33 - 13 | 22 - 15 |
| Agro VTJ Topolcany      | 34 - 66 | Celje                    | 16 - 33 | 18 - 33 |
| CS Cabot Zubří          | 49 - 52 | Red Star                 | 23 - 24 | 26 - 28 |
| Initia HC Hasselt       | 39 - 45 | PSG-Asnières             | 22 - 18 | 17 - 27 |
| SC Pick Szeged          | 50 - 42 | Steaua Boekarest         | 27 - 17 | 23 - 25 |
| ESN Vrilissia           | 37 - 53 | IL Runar                 | 17 - 32 | 20 - 21 |
| Valur Reykjavík         | 35 - 47 | Schachtjor Donetsk       | 19 - 20 | 16 - 27 |
| BK-46 Karis             | 38 - 55 | Caja Cantabria Santander | 20 - 29 | 18 - 26 |

## Groepsfase

### Groep A
| Pos | Club               | Wed | W | G | V | Ptn | DV  | DT  | +/− | Opmerking                     |
| --- | ------------------ | --- | - | - | - | --- | --- | --- | --- | ----------------------------- |
| 1   | FC Barcelona       | 6   | 5 | 1 | 0 | 11  | 180 | 127 | +53 | 00Geplaats voor kwartfinale00 |
| 2   | ABC Braga          | 6   | 3 | 0 | 3 | 6   | 141 | 136 | +5  | 00Geplaats voor kwartfinale00 |
| 3   | Schachtjor Donetsk | 6   | 2 | 0 | 4 | 4   | 127 | 152 | -25 |                               |
| 4   | Granitas Kaunas    | 6   | 1 | 1 | 4 | 3   | 118 | 151 | -33 |                               |

### Groep B
| Pos | Club              | Wed | W | G | V | Ptn | DV  | DT  | +/− | Opmerking                     |
| --- | ----------------- | --- | - | - | - | --- | --- | --- | --- | ----------------------------- |
| 1   | Badel 1862 Zagreb | 6   | 4 | 2 | 0 | 10  | 168 | 141 | +27 | 00Geplaats voor kwartfinale00 |
| 2   | SC Pick Szeged    | 6   | 3 | 2 | 1 | 8   | 163 | 150 | +13 | 00Geplaats voor kwartfinale00 |
| 3   | IL Runar          | 6   | 3 | 0 | 3 | 6   | 155 | 168 | -13 |                               |
| 4   | Pallamano Trieste | 6   | 0 | 0 | 6 | 0   | 147 | 174 | -27 |                               |

### Groep C
| Pos | Club             | Wed | W | G | V | Ptn | DV  | DT  | +/− | Opmerking                     |
| --- | ---------------- | --- | - | - | - | --- | --- | --- | --- | ----------------------------- |
| 1   | THW Kiel         | 6   | 5 | 0 | 1 | 10  | 154 | 118 | +36 | 00Geplaats voor kwartfinale00 |
| 2   | Pfadi Winterthur | 6   | 5 | 0 | 1 | 10  | 145 | 137 | +8  | 00Geplaats voor kwartfinale00 |
| 3   | Red Star         | 6   | 2 | 0 | 4 | 4   | 150 | 155 | -5  |                               |
| 4   | SKA Minsk        | 6   | 0 | 0 | 6 | 0   | 114 | 153 | -39 |                               |

### Groep D
| Pos | Club                     | Wed | W | G | V | Ptn | DV  | DT  | +/− | Opmerking                     |
| --- | ------------------------ | --- | - | - | - | --- | --- | --- | --- | ----------------------------- |
| 1   | Celje                    | 6   | 5 | 0 | 1 | 10  | 155 | 122 | +33 | 00Geplaats voor kwartfinale00 |
| 2   | Caja Cantabria Santander | 6   | 5 | 0 | 1 | 10  | 154 | 135 | +19 | 00Geplaats voor kwartfinale00 |
| 3   | GOG Gudme                | 6   | 1 | 0 | 5 | 2   | 133 | 155 | -22 |                               |
| 4   | PSG-Asnières             | 6   | 1 | 0 | 5 | 2   | 131 | 161 | -30 |                               |

## Eindronde

### Kwartfinale
| Team 1                   | Score   | Team 2            | 1       | 2       |
| ------------------------ | ------- | ----------------- | ------- | ------- |
| SC Pick Szeged           | 42 – 66 | FC Barcelona      | 25 – 26 | 17 – 40 |
| ABC Braga                | 46 – 49 | Badel 1862 Zagreb | 24 – 23 | 22 – 26 |
| Caja Cantabria Santander | 45 – 47 | THW Kiel          | 26 – 23 | 19 – 24 |
| Pfadi Winterthur         | 40 – 49 | Celje             | 21 – 21 | 19 – 28 |

### Halve finale
| Team 1   | Score   | Team 2            | 1       | 2       |
| -------- | ------- | ----------------- | ------- | ------- |
| Celje    | 50 – 51 | FC Barcelona      | 24 – 29 | 26 – 22 |
| THW Kiel | 46 – 48 | Badel 1862 Zagreb | 23 – 23 | 23 – 25 |

### Finale
Finale wedstrijd 1
| 12 april 1997 18:15 | FC Barcelona | 31 - 22 | Badel 1862 Zagreb | Palau Blaugrana, Barcelona Scheidsrechters: Per Elbrønd, Kjeld Løvqvist (DEN) |
| 12 april 1997 18:15 | (11-8)       |         |                   | Palau Blaugrana, Barcelona Scheidsrechters: Per Elbrønd, Kjeld Løvqvist (DEN) |
| 12 april 1997 18:15 | 2× 4×        | Raport  | 3× 5× 1×          | Palau Blaugrana, Barcelona Scheidsrechters: Per Elbrønd, Kjeld Løvqvist (DEN) |

Finale wedstrijd 2
| 19 april 1997 19:00 | Badel 1862 Zagreb | 23 - 30 | FC Barcelona | Zagreb Scheidsrechters: Stefan Arnaldsson, Rögnvald Erlingsson (ISL) |
| 19 april 1997 19:00 | (9-14)            |         |              | Zagreb Scheidsrechters: Stefan Arnaldsson, Rögnvald Erlingsson (ISL) |
| 19 april 1997 19:00 | 3×                | Raport  | 2× 4×        | Zagreb Scheidsrechters: Stefan Arnaldsson, Rögnvald Erlingsson (ISL) |